# Pallacanestro ai I Giochi asiatici
La pallacanestro ai Giochi asiatici 1951 si è svolta dal 5 al 10 marzo a Nuova Delhi, in India. Il torneo ha visto coinvolte 5 nazioni.

## Classifica finale

### Maschile
| Pos.    | Squadra   | Formazione |
| ------- | --------- | --- |
| Oro     | Filippine | FilippineCalilan, dela Cruz, Fernandez, Gochangco, Hechanova, Lorenzo, Loyzaga, Martínez, Mumar, Ramos, Santos, Tolentino, All. Dionisio Calvo |
| Argento | Giappone  | GiapponeArai, Hachiya, Ikeda, Iwao, Katayama, Matsuoka, Ogura, Okubo, Saito, Takahashi, Tsudi, All. -                                          |
| Bronzo  | Iran      | IranKhaleghpour, Mashhoun, Masoumi, Mokhberi, Oshar, Razi, Safiyar, Salabi, Soroudi, Soudipour, All. -                                         |
| 4.      | India     | |
| 5.      | Birmania  | |